# Avgust Berthold
Pour les articles homonymes, voir Berthold.
Avgust Berthold (né le 20 juillet 1880 à Puštal (en), Autriche-Hongrie ; mort le 1er août 1919  à Ljubljana, Royaume des Serbes, Croates et Slovènes) était un photographe slovène lié au mouvement impressionniste.

## Œuvres

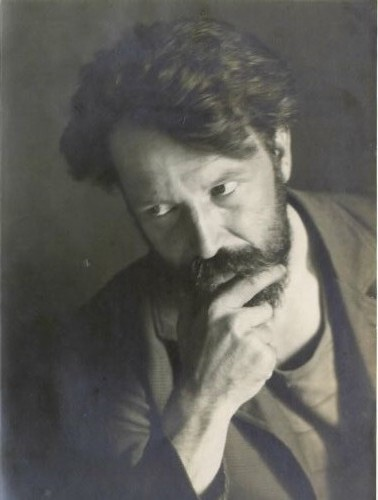
Rihard Jakopič